# Особина (фільм)
«Особина» (англ. Species) — американський фантастичний фільм жахів 1995 року режисера Роджера Дональдсона. Він розповідає про команду спеціалістів різних напрямків, чиє завдання полягає в знищенні гібрида людини та інопланетянина, що має форму звабливої жінки.

## Сюжет
За програмою пошуку позаземного життя SETI з обсерваторії в Аресібо в космос було надіслано інформацію про Землю та її мешканців. У відповідь науковці отримують сигнал, у якому зашифровано як створити високооефективне паливо, і зразок ДНК прибульця з інструкціями щодо того, як з'єднати його з ДНК людини. Дослідники роблять висновок, що сигнал надіслали дружні інопланетяни. Урядова команда під керівництвом Ксав'єра Фітча замовляє експеримент зі створення жіночого гібридного організму інопланетянина та людини, вважаючи, що така істота буде більш слухняною та керованою. Зрештою вони вирощують дівчинку під кодовим ім'ям «Сіл», яка за 3 місяці досягає розвитку 12-річної.
Через спалахи агресії під час сну її визнають небезпечною та готуються вбити за допомогою ціаніду, але Сіл виривається з камери утримання та втікає. Побоюючись, що вона здатна спарюватися з чоловіками та народити потомство, уряд збирає команду, що складається з антрополога доктора Стівена Ардена, молекулярного біолога доктора Лаури Бейкер, екстрасенса Дена Смідсена та найманця Престона «Преса» Леннокса, щоб вистежити та вбити Сіл. Але Сіл володіє надлюдською силою, інтелектом і здатність до регенерації, завдяки чому успішно уникає переслідування та вбиває волоцюгу, в якого забирає одяг. Їдучи в потязі, вона багато їсть і вирощує кокон, у якому дорослішає до рівня 20-и років. Вона вбиває провідницю та дістається до Лос-Анджелеса, де вбиває ще кількох людей, щоб вони не доповіли про неї владі. Як припускає Бейкер, Сіл діє як біологічна зброя проти людей, надіслана інопланетянами.
Після невдалої спроби спарювання з хворим на діабет Роббі, Сіл убиває його. Потім убиває Джона Кері, чоловіка, якого вона зустріла після автомобільної аварії, та її знаходять Прес і Бейкер. Сіл набуває інопланетної форми лускатого гуманоїда та тікає до сусіднього лісу, де викрадає жінку, щоб замаскуватися під неї. Таємно повернувшись додому до Кері, щоб шпигувати за Фітчем, Сіл дізнається, що її планують шукати в нічному клубі. Після того, як її помітив Смітсон, Сіл змушує своїх переслідувачів почати автомобільну погоню, під час якої вона залишає викрадену жінку помирати, а сама врізається машиною у трансформатор і вистрибує в останню мить. Пізніше вона змінює зачіску та фарбує волосся, і обирає наступною жертвою Преса.
Тим часом урядова команда вважає Сіл мертвою та святкує в готелі. Арден, засмучений самотністю, йде до свого номера, де на нього чекає Сіл. Незабаром вони займаються сексом (при цьому зі спини Сіл виростають шипи), в результаті Сіл миттєво вагітніє та вбиває Ардена, коли той розуміє, хто вона. Відчувши її присутність, Смітсон попереджає інших членів команди. Сіл знову перетворюється і тікає в каналізацію.
Команда переслідує її, Сіл убиває Фітча перед своїми пологами, впродовж яких її грудна клітка розкривається. Згодом її дитина, схожа на людину, але з довгим язиком-щупальцем, нападає на Смітсона. Той спалює істоту за допомогою вогнемета, а Прес стріляє в Сіл з гранатомета, вона падає в полум'я та згорає. Проте Сіл не подолана остаточно: щур гризе одне з відірваних щупалець Сіл, мутує та вбиває іншого щура.

## У ролях
| Актор                           | Роль                                         |
| ------------------------------- | -------------------------------------------- |
| Наташа Генстридж Мішель Вільямс | Сіл юна Сіл                                  |
| Бен Кінґслі                     | Фітч глава лабораторії, творець Особини      |
| Майкл Медсен                    | Престон Ленокс бойовий спеціаліст            |
| Альфред Моліна                  | Стівен Ардон поліцейський психолог           |
| Форест Вітакер                  | Ден Смідсен екстрасенс                       |
| Марг Гелгенбергер               | Лаура Бекер фахівець з молекулярної біології |
| Віп Хаблі                       | Джон Кері                                    |
| Ентоні Гвідера                  | Роббі                                        |

## Нагороди та номінації

### Нагороди
- 1996 — Премія MTV Movie Awards
  - Найкращий поцілунок — Наташа Генстридж і Ентоні Гвідера

### Номінації
- 1996 — Премія «Сатурн»
  - Найкращий грим
  - Найкращий науково-фантастичний фільм
  - Найкращі спецефекти
- 1996 — Премія MTV Movie Awards
  - Прорив року — Наташа Генстридж

## Творці фільму

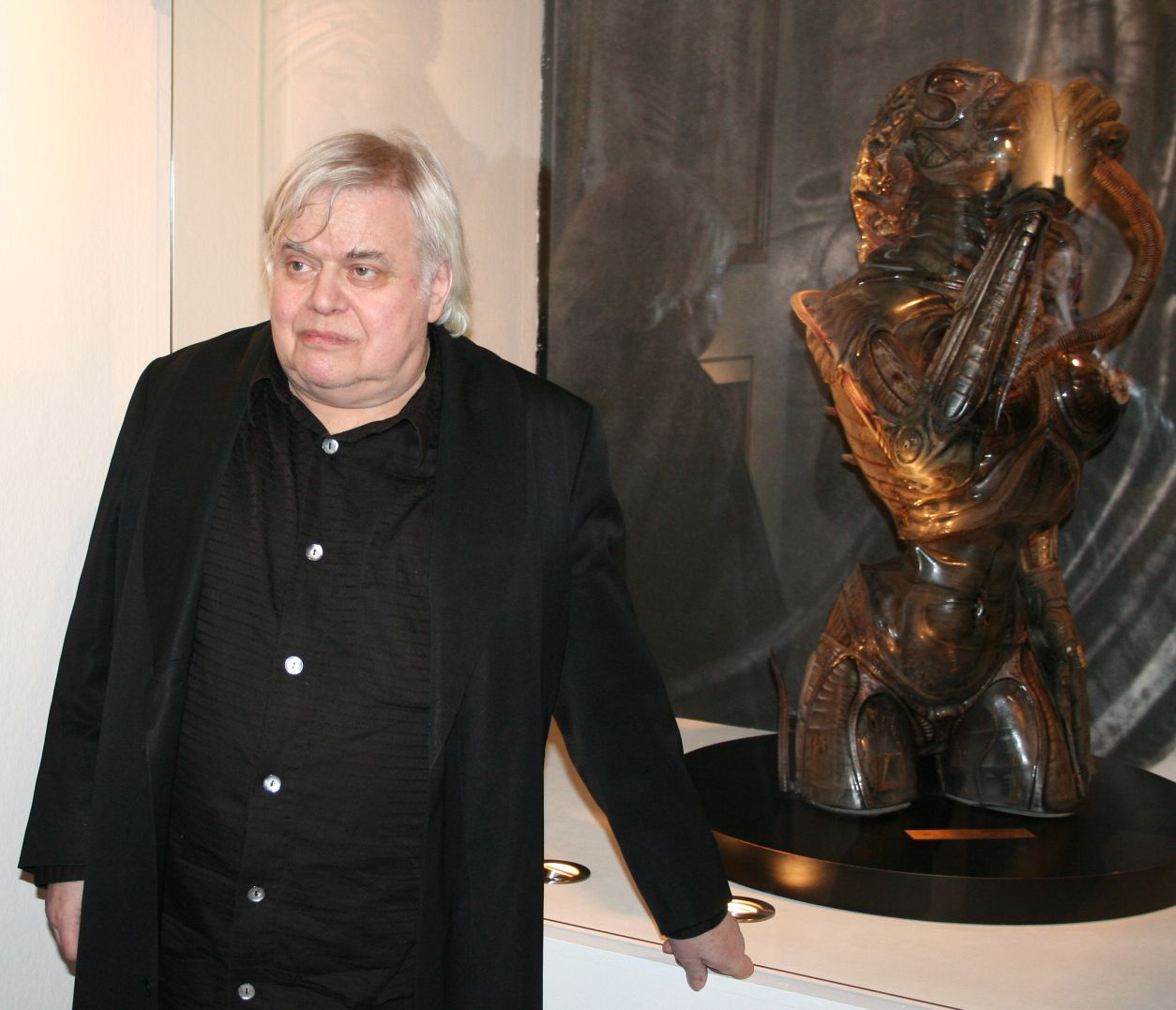
Ганс Рудольф Ґігер біля скульптури Сіл

- Режисер — Роджер Дональдсон
- Сценарист — Денніс Фельдман
- Продюсери — Денніс Фельдман, Френк Манкузо мл., Марк Егертон
- Оператор — Анджей Бартков'як
- Композитор — Крістофер Янг
- Дизайнер особини — Ганс Рудольф Ґігер

## Сприйняття
На агрегаторі рецензій Rotten Tomatoes фільм отримав 42 % схвальних рецензій критиків із середньою оцінкою 5,3/10. Консенсус критиків повідомляє: «„Особина“ показує проблиски потенціалу в поєднанні експлуатаційного кіно та науково-фантастичного жаху інтригуючими шляхами, але в підсумку його найбільше цікавить шкіра висхідної зірки Наташі Генстридж». На Metacritic фільм отримав середньозважену оцінку 49 зі 100, що вказує на «змішані або посередні відгуки».
Роджер Еберт зазначив, що в фільмі є інтригуюча сюжетна лінія: «Сіл, наполовину прибулець, наполовину людина, керується інстинктом, а не розумом, і не знає, чому вона діє саме так». Але її внутрішній конфлікт між людською та чужинською частинами не розвивається і гібрид не викликає жалю, що працювало б краще, ніж набір типових штампів фільмів жахів.
Оуен Глейберман із Entertainment Weekly вказав, що фільму не вистачає уяви та спецефектів, а також зазначив, що «Інопланетянин набуває таких випадкових, неоднорідних форм — то це вибухова крапля, то купа хвилястих щупалець, то гарцюючий гуманоїд Г. Р. Ґігера — що ми ніколи не можемо зрозуміти, що в ньому жахливого».
В огляді Variety Ґодфрі Чешир писав, що в фільмі «двовимірні» акторські ролі, а сам інопланетянин надто нагадує Чужого. Попри те режисура, спецефекти та операторська робота роблять фільм захопливим, якщо не зважати на відхилення від власних ідей до традиційного сюжету фільмів жахів.

## Вплив
П'ятирічне розслідування відомостей про криптида чупакабру показало, що звіт про спостереження істоти в Пуерто-Рико, написаний Медлін Толентіно, міг бути натхненний персонажем Сіл в її інопланетній формі. Дослідник і скептик паранормальних явищ Бенджамін Редфорд вважав, що певна реальна істота, яку бачила Медлін, була описана з деталями, запозиченими з фільму.

## Супутня продукція
- «Особина: роман» (англ. Species: A Novel, 1995) — Івонн Наварро разом із Деннісом Фелдманом написала роман за оригінальним сценарієм. Книга містить подробиці, відсутні в фільмі, такі як здатність Сіл візуально відчувати запахи та потенційних статевих партнерів. У книзі згадано минуле Престона та процес декодування сигналу інопланетян, джерело якого було приховано[8]. Аудіоверсія, створена Альфредом Моліною, отримала в 1996 році нагороду Audie Award за сольний виступ[9].
- «Особина» (англ. Species, 1995) — серія коміксів від Dark Horse Comics із чотирьох випусків, адаптація фільму, написана Фельдманом і намальована Джоном Фостером[10]. Видавництво також створило продовження з чотирьох випусків під назвою «Особина: людська раса» (англ. Species: Human Race, 1996), що розповідає про полювання на гібрида чоловічої статі під кодовим іменем Кел, якого створила інша команда дослідників[11].

MGM у співпраці з Cyberdreams розробляла відеогру на основі фільму, що не була випущена через закриття Cyberdreams.